# Новосельцев, Авенир Михайлович
Авени́р Миха́йлович Новосе́льцев (1908—1976) — советский конструктор вооружений.

## Биография
Родился 9 (22 ноября) 1908 года. С 1938 года работал на Заводе № 8 имени М. И. Калинина (в Подлипках, в октябре-ноябре 1941 года эвакуирован в Свердловск): инженер, начальник отдела гидравлики.
Умер 19 июня 1976 года. Похоронен в Свердловске на Широкореченском кладбище.

## Награды и премии
- Сталинская премия первой степени (1948 год) — за создание нового образца пушки